# Chronon (Datenbank)
Chronons sind bei Datenbanken bestimmte Zeiträume und weisen auf gewisse Phasen des ausführenden Programms hin. 

## Definition
Ein Chronon ist die kleinste, diskrete, nicht zerlegbare Zeiteinheit in einem temporalen Datenmodell. In einem eindimensionalen Modell ist ein Chronon ein Zeitintervall oder -zeitraum, während es in einem n-dimensionalen Modell ein nicht zerlegbarer Bereich in n-dimensionaler Zeit ist. Wichtige spezielle Chronon-Typen sind Gültigkeitszeit-, Transaktionszeit- und bitemporale Chronon-Typen.
Mehrere Chronons bilden zusammen ein Intervall, mehrere Intervalle bilden gemeinsam eine Periode.
In diesem Zusammenhang ist es allerdings möglich, mehrere Chronons je Zeitraum einzubauen. Dies wird durch den Begriff Granularität beschrieben. Je mehr Chronons man für einen Zeitraum bekannt gibt, desto höher wird die Granularität und desto präziser das Ergebnis.
Als Abfragesprache wurde TSQL2 (Temporal Structured Query Language) als Erweiterung des SQL-92 Standards entwickelt.